# El Dorado Hills
El Dorado Hills es un lugar designado por el censo (en inglés, census-designated place, CDP) ubicado en el condado de El Dorado, California, Estados Unidos. Según el censo de 2020, tiene una población de 50 547 habitantes.

## Localización
Forma parte del área metropolitana de Sacramento.

## Geografía
La localidad está ubicada en las coordenadas 38°40′N 121°3′O / 38.667, -121.050 (38.676082, -121.0477). Según la Oficina del Censo, tiene un área total de 131.84 km², de la cual 125.51 km² son tierra y 6.23 km² son agua.

## Demografía
Según la Oficina del Censo, en 2000 los ingresos medios de los hogares de la localidad eran de $113,927 y los ingresos medios de las familias eran de $125,230. Los hombres tenían ingresos medios por $75,369 frente a los $45,978 que percibían las mujeres. Los ingresos per cápita para la localidad eran de $40,239. Alrededor del 1.5% de la población estaba por debajo del umbral de pobreza.
De acuerdo con la estimación 2016-2020 de la Oficina del Censo, los ingresos medios de los hogares de la localidad son de $132,130 y los ingresos medios de las familias eran de $149,109. Los ingresos per cápita de los últimos doce meses, medidos en dólares de 2020, son de $60,094. Alrededor del 4.1% de la población está por debajo del umbral de pobreza.

## Economía

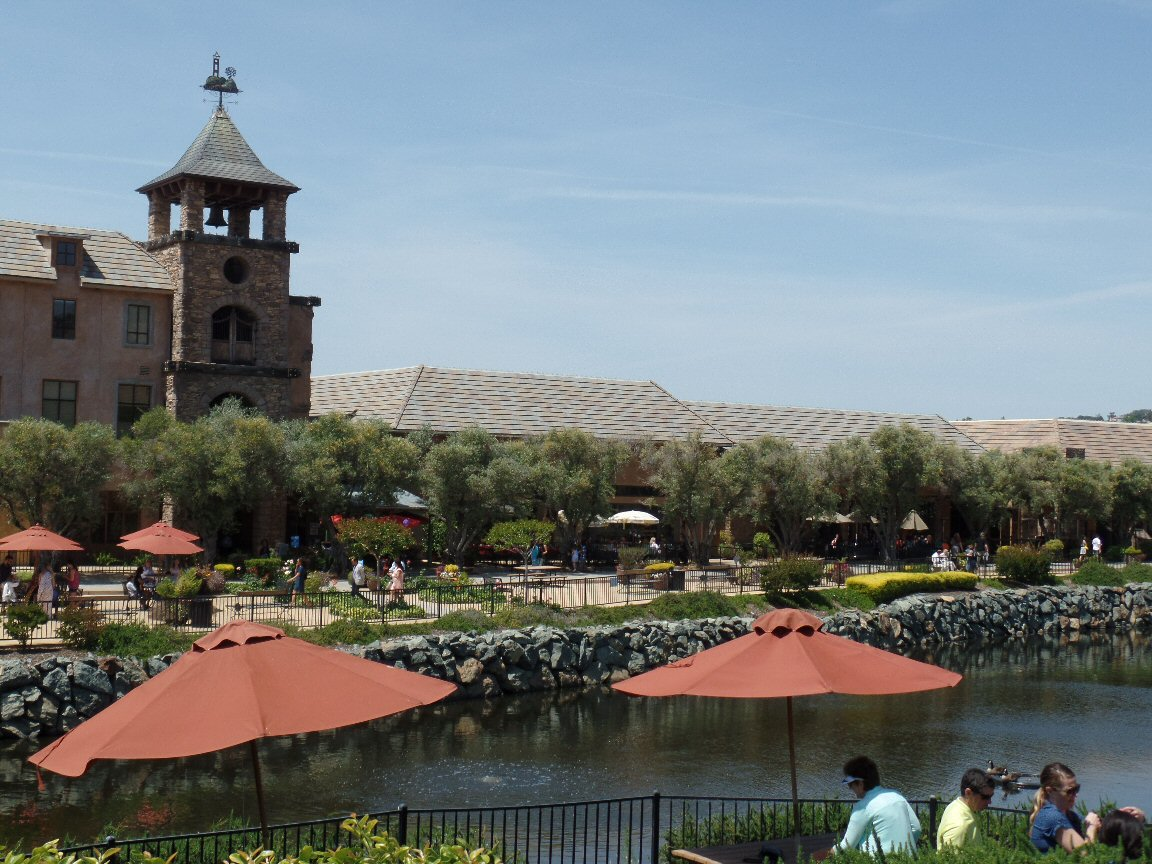
Restaurantes en El Dorado Hills Town Center

El Dorado Hills Town Center, al sur de la ruta US 50, es un proyecto de uso mixto desarrollado por The Mansour Company. Con unos 230 000 m² dedicados a oficinas y establecimientos comerciales, es el centro económico y comercial de la localidad y de la región.